# Asota belophora
Asota belophora är en fjärilsart som beskrevs av Reginald James West 1932.
Asota belophora ingår i släktet Asota och familjen nattflyn. Inga underarter finns listade i Catalogue of Life.